# Esquifo de bandas

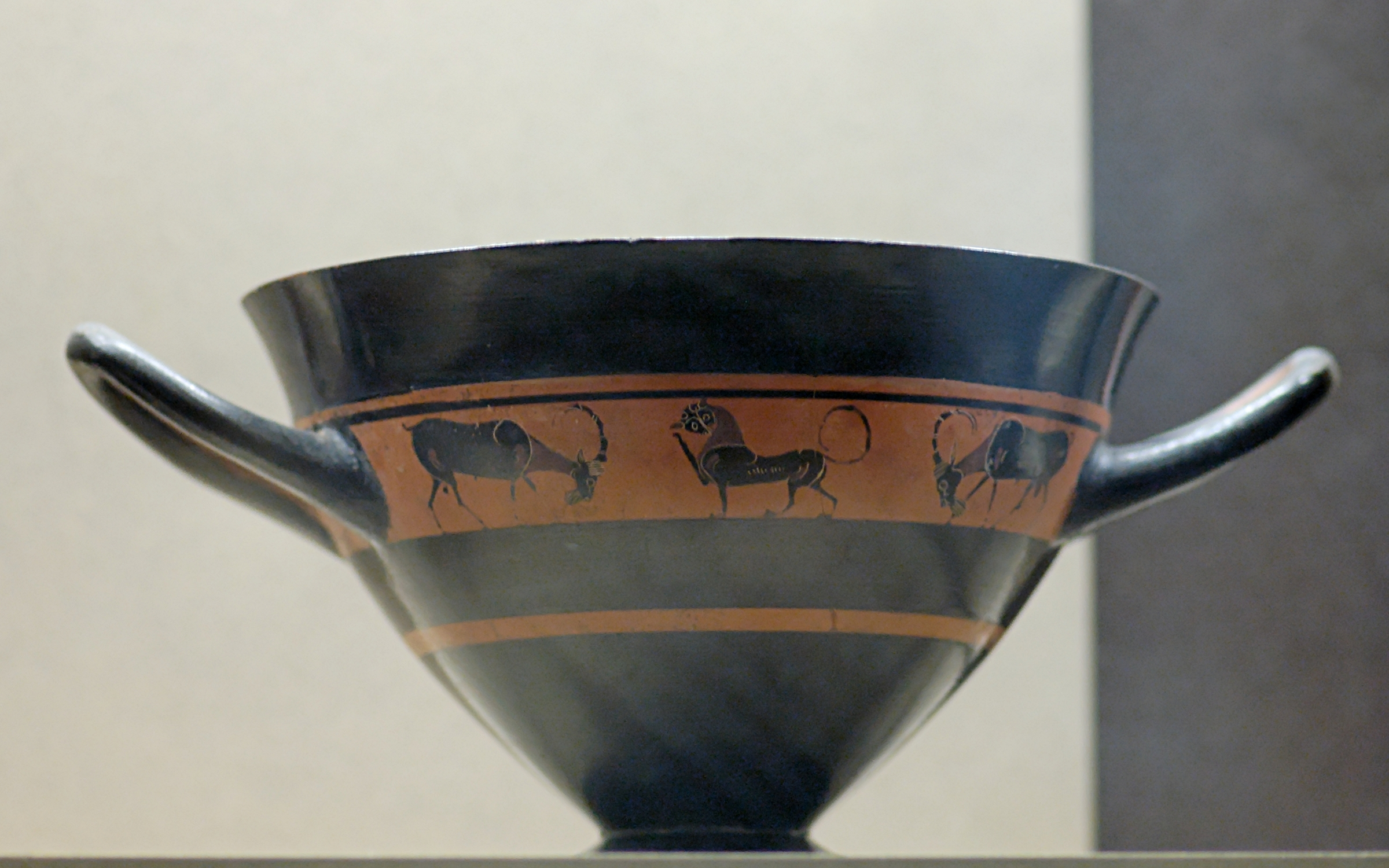
Esquifo Hermogénico del Grupo de Rodas 11941, c. 550 a. C, Museo del Louvre.

Esquifo de bandas (singular: en alemán: Band-Skyphos) es una mezcla del escifo normal y una copa de bandas. Aquí la forma del esquifo se combina con la forma decorativa de las copas de bandas.
En la forma exterior, los escifos de bandas son un poco más fornidos que los escifos del grupo Coma. Sus labios son cóncavos como las cáscaras de las cintas. La calidad de las obras es inferior a la de las conchas, que deben ser conocidas por los productores, ya que hasta ahora no se ha encontrado ningún escifo de bandas con firma. Hay algunas formas similares. Por ejemplo, el Escifo Hermogénico, que corresponde a los del Grupo Comasta en producción y tiene paredes particularmente finas y labios ligeramente batientes. El Pintor de Amasis muestra una raya roja adicional en el exterior así como en el interior del escifo además de la decoración normal. También muestra una pintura interior de Critomenes.